# Weißpunkt
Durch den Weißpunkt wird die Unbuntfarbe „Weiß“ (bei voller Leuchtdichte) in Farbräumen, Farbtafeln und den technischen Geräten definiert, die der Eingabe oder Ausgabe von Farben dienen. Die genaue Lage des Weißpunktes hängt von der Art der Beleuchtung ab.

## Definitionen

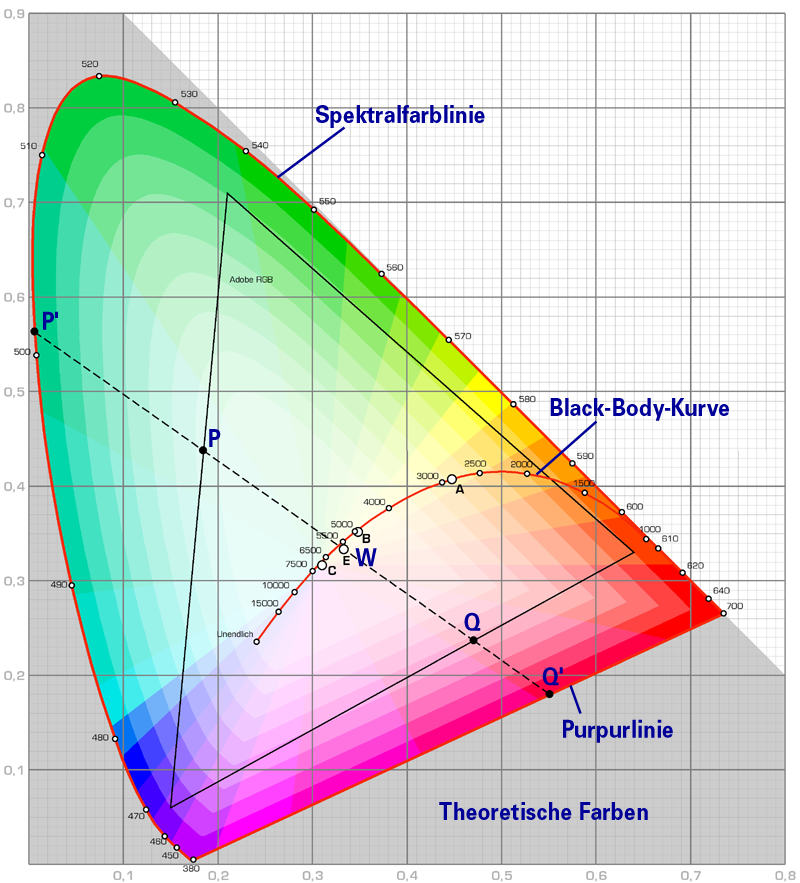
Die CIE-Normfarbtafel. In der Darstellung findet man die Kurve, die der Lage der Weißpunkte bei Lichtarten verschiedener Farbtemperatur entspricht.

Der Begriff „Weißpunkt“ wird in unterschiedlicher Bedeutung benutzt; der Nutzen besteht darin, den unbeabsichtigten Farbstich zu vermeiden. Um eine fixierte Dimension im Weiß zu erreichen, ist üblicherweise eine Mindestleuchtdichte für die Kalibrierung oder Profilierung vorgeschrieben.
1. Für die Kalibrierung von Geräten versteht man unter Weißpunkt jene Regelgröße, die
- bei Farbmonitoren für die volle Strahlungsleistung bei gleicher Intensität der Farbsysteme steht
- bei der Abstimmung einer Digitalkamera für den hellsten Unbuntpunkt steht (Weißabgleich).

Die Kalibrierung erfolgt dann zwischen dem Weißpunkt = 100 % und dem Schwarzpunkt = 0 %.
2. In der Normfarbtafel ist der definierte Weißpunkt der Äquivalenzpunkt x=y=z=0,3333 ("W" in der Abb.). Diese energiegleiche Lage des Weißpunktes gilt allerdings nur für die Beleuchtungsart E.
Im Allgemeinen gibt es mehrere Weißpunkte, deren Lage von der Beleuchtungsart abhängt. Im XYZ-System liegen sie auf der Schwarzkörperkurve des zugehörigen Farbkörpers (auch Unbuntlinie bzw. in der Abb. "Black-Body-Kurve"); diese Kurve ergibt sich durch die Farbtemperaturen der Planckschen Strahler, die den benutzten Beleuchtungen entsprechen.
Den genormten Messbedingungen entsprechend wird der Weißpunkt immer auf der Ebene für den Wert Y=100 dargestellt; exakter sollte dieser Wert als der zu Y größengleiche Hellbezugswert A benannt sein.
Der Einfluss der Beleuchtungsart auf den Farbton wird ausgeglichen, indem die Lage des Weißpunktes auf die Beleuchtungsart abgestimmt wird.

## Lage einiger Weißpunkte
Der Weißpunkt ist der Ort des Neutralweiß auf der zweidimensionalen Farbartfläche (Chromatizitätsraum).
- 2°-Normalbeobachter des CIE-Systems 1931
  - Lichtart P (Kerzenlicht ist der Eigenschaft nach durch glühende Rußteilchen sehr gelb): xP=0,5376  und yP=0,4113
  - Normlichtart D65 (klarer blauer Nordhimmel der Mittagszeit): xD65=0,3127 und yD65=0,3290
- 10°-Sichtfeld nach CIE 1964
  - Lichtart P (wie oben): xP=0,5407 , yP=0,4104.
  - für D65 (mit x+y+z=1) auf dem Tripel {x,y,z} = {0,3138;0,3310;0,3552}.
  - Äquivalenzlichtart E: x = y = z = 0,3333

- Gleiche Überlegungen gelten auch für andere Farbräume. So gilt im u'-v'-Diagramm für D50: u' = 0.2092, v' = 0.4881.

## Verwandte Begriffe

### Unbuntpunkt
Der Ort des Neutralweiß fällt bei zweidimensionaler Darstellung scheinbar mit dem Ort des Neutralschwarz bzw. Neutralgrau zusammen. Aus diesem Grund ist auch die Bezeichnung Unbuntpunkt anzutreffen. Da für die Darstellung aber als dritte Koordinate Y=100 angenommen wird, ist die Bezeichnung Weißpunkt korrekt.

### Unbuntachse
In den dreidimensionalen Farbräumen (Rösch-Farbkörper) entspricht dem Weißpunkt eine Neutralgrauachse, auch Unbuntachse benannt, da an dieser Stelle – unabhängig von der Konstitution – alle Unbuntfarben zwischen Weiß und Schwarz dargestellt werden. Der Weißpunkt stellt das eine Ende der Unbuntachse dar, die in der zweidimensionalen Darstellung senkrecht zur Fläche bzw. parallel zur Blickrichtung liegt; das andere Ende der Unbuntachse ist der Schwarzpunkt mit Y=0.